# Josef Ritzer
Josef Ritzer (ur. 11 września 2000) – austriacki skoczek narciarski, reprezentant klubu WSV Wörgl. Medalista mistrzostw świata juniorów (2020).
W lipcu 2018 zadebiutował w FIS Cupie, zajmując 72. miejsce w zawodach w Villach. Pierwsze punkty tego cyklu zdobył w styczniu 2020 w Zakopanem, gdzie zajął 3. pozycję. Wystartował na Mistrzostwach Świata Juniorów 2020, gdzie zajął 17. miejsce indywidualnie oraz zdobył srebrny medal w konkursie drużynowym mężczyzn. W międzynarodowych zawodach organizowanych przez FIS po raz ostatni wystąpił 21 lutego 2021, zajmując 20. miejsce w FIS Cupie w Villach.

## Mistrzostwa świata juniorów

### Indywidualnie
| 2020 Oberwiesenthal | – | 17. miejsce |

### Drużynowo
| 2020 Oberwiesenthal | – | srebrny medal |

### Starty J. Ritzera na mistrzostwach świata juniorów – szczegółowo
| Miejsce | Dzień   | Rok  | Miejscowość    | Skocznia            | Punkt K | HS     | Konkurs  | Skok 1  | Skok 2 | Nota                  | Strata   | Zwycięzca      |
| ------- | ------- | ---- | -------------- | ------------------- | ------- | ------ | -------- | ------- | ------ | --------------------- | -------- | -------------- |
| 17.     | 5 marca | 2020 | Oberwiesenthal | Fichtelbergschanzen | K-95    | HS-105 | indywid. | 100,5 m | 86,0 m | 191,3 pkt             | 47,0 pkt | Peter Resinger |
| 2.      | 7 marca | 2020 | Oberwiesenthal | Fichtelbergschanzen | K-95    | HS-105 | druż.    | 89,5 m  | 95,5 m | 871,3 pkt (190,3 pkt) | 29,0 pkt | Słowenia       |

## FIS Cup

### Miejsca w klasyfikacji generalnej
| Sezon     | Miejsce |
| --------- | ------- |
| 2019/2020 | 32.     |
| 2020/2021 | 101.    |

### Miejsca na podium w konkursach indywidualnych FIS Cupu chronologicznie
| Nr | Dzień       | Rok  | Miejscowość | Skocznia       | Punkt K | HS     | Skok 1  | Skok 2  | Nota      | Lok. | Strata   | Zwycięzca          |
| -- | ----------- | ---- | ----------- | -------------- | ------- | ------ | ------- | ------- | --------- | ---- | -------- | ------------------ |
| 1. | 18 stycznia | 2020 | Zakopane    | Wielka Krokiew | K-125   | HS-140 | 131,5 m | 127,0 m | 270,1 pkt | 3.   | 16,8 pkt | Maximilian Steiner |

### Miejsca w poszczególnych konkursachFIS Cupu
| Źródło                                                                        | Źródło        | Źródło           | Źródło           | Źródło         | Źródło         | Źródło           | Źródło           | Źródło          | Źródło          | Źródło         | Źródło         | Źródło        | Źródło        | Źródło               | Źródło               | Źródło         | Źródło         | Źródło         | Źródło         | Źródło       | Źródło       | Źródło | Źródło | Źródło | Źródło | Źródło | Źródło | Źródło | Źródło | Źródło | Źródło | Źródło | Źródło | Źródło | Źródło | Źródło | Źródło | Źródło | Źródło |
| ----------------------------------------------------------------------------- | ------------- | ---------------- | ---------------- | -------------- | -------------- | ---------------- | ---------------- | --------------- | --------------- | -------------- | -------------- | ------------- | ------------- | -------------------- | -------------------- | -------------- | -------------- | -------------- | -------------- | ------------ | ------------ | ------ | ------ | ------ | ------ | ------ | ------ | ------ | ------ | ------ | ------ | ------ | ------ | ------ | ------ | ------ | ------ | ------ | ------ |
| Sezon 2018/2019                                                               |               |                  |                  |                |                |                  |                  |                 |                 |                |                |               |               |                      |                      |                |                |                |                |              |              |        |        |        |        |        |        |        |        |        |        |        |        |        |        |        |        |        |        |
| Villach HS98                                                                  | Villach HS98  | Szczyrk HS106    | Szczyrk HS106    | Râșnov HS97    | Râșnov HS97    | Notodden HS100   | Notodden HS100   | Park City HS100 | Park City HS100 | Zakopane HS140 | Zakopane HS140 | Planica HS102 | Planica HS102 | Rastbüchl HS78       | Rastbüchl HS78       | Villach HS98   | Villach HS98   | punkty         | punkty         | punkty       | punkty       | punkty | punkty | punkty | punkty | punkty | punkty | punkty | punkty | punkty | punkty | punkty | punkty | punkty | punkty | punkty |        |        |        |
| 72                                                                            | 48            | -                | -                | -              | -              | -                | -                | -               | -               | -              | -              | 36            | 43            | -                    | -                    | -              | -              | 0              | 0              | 0            | 0            | 0      | 0      | 0      | 0      | 0      | 0      | 0      | 0      | 0      | 0      | 0      | 0      | 0      | 0      | 0      |        |        |        |
| Sezon 2019/2020                                                               |               |                  |                  |                |                |                  |                  |                 |                 |                |                |               |               |                      |                      |                |                |                |                |              |              |        |        |        |        |        |        |        |        |        |        |        |        |        |        |        |        |        |        |
| Szczyrk HS104                                                                 | Szczyrk HS104 | Szczuczyńsk HS99 | Szczuczyńsk HS99 | Ljubno HS94    | Ljubno HS94    | Pjongczang HS109 | Pjongczang HS109 | Râșnov HS97     | Râșnov HS97     | Villach HS98   | Villach HS98   | Notodden HS98 | Notodden HS98 | Oberwiesenthal HS105 | Oberwiesenthal HS105 | Zakopane HS140 | Zakopane HS140 | Rastbüchl HS78 | Rastbüchl HS78 | Villach HS98 | Villach HS98 | punkty |        |        |        |        |        |        |        |        |        |        |        |        |        |        |        |        |        |
| -                                                                             | -             | -                | -                | -              | -              | -                | -                | -               | -               | 42             | 37             | -             | -             | -                    | -                    | 3              | 16             | -              | -              | 5            | 11           | 144    |        |        |        |        |        |        |        |        |        |        |        |        |        |        |        |        |        |
| Sezon 2020/2021                                                               |               |                  |                  |                |                |                  |                  |                 |                 |                |                |               |               |                      |                      |                |                |                |                |              |              |        |        |        |        |        |        |        |        |        |        |        |        |        |        |        |        |        |        |
| Râșnov HS97                                                                   | Râșnov HS97   | Kandersteg HS106 | Kandersteg HS106 | Zakopane HS140 | Zakopane HS140 | Szczyrk HS104    | Szczyrk HS104    | Lahti HS100     | Lahti HS100     | Villach HS98   | Villach HS98   | Oberhof HS100 | Oberhof HS100 | punkty               | punkty               | punkty         | punkty         | punkty         | punkty         | punkty       | punkty       | punkty | punkty | punkty | punkty | punkty | punkty | punkty | punkty | punkty | punkty | punkty |        |        |        |        |        |        |        |
| -                                                                             | -             | -                | -                | -              | -              | -                | -                | -               | -               | 24             | 20             | -             | -             | 18                   | 18                   | 18             | 18             | 18             | 18             | 18           | 18           | 18     | 18     | 18     | 18     | 18     | 18     | 18     | 18     | 18     | 18     | 18     |        |        |        |        |        |        |        |
| Legenda                                                                       |               |                  |                  |                |                |                  |                  |                 |                 |                |                |               |               |                      |                      |                |                |                |                |              |              |        |        |        |        |        |        |        |        |        |        |        |        |        |        |        |        |        |        |
| 1 2 3 4-10 11-30 poniżej 30 dq – dyskwalifikacja - − zawodnik nie wystartował |               |                  |                  |                |                |                  |                  |                 |                 |                |                |               |               |                      |                      |                |                |                |                |              |              |        |        |        |        |        |        |        |        |        |        |        |        |        |        |        |        |        |        |